# Aueren

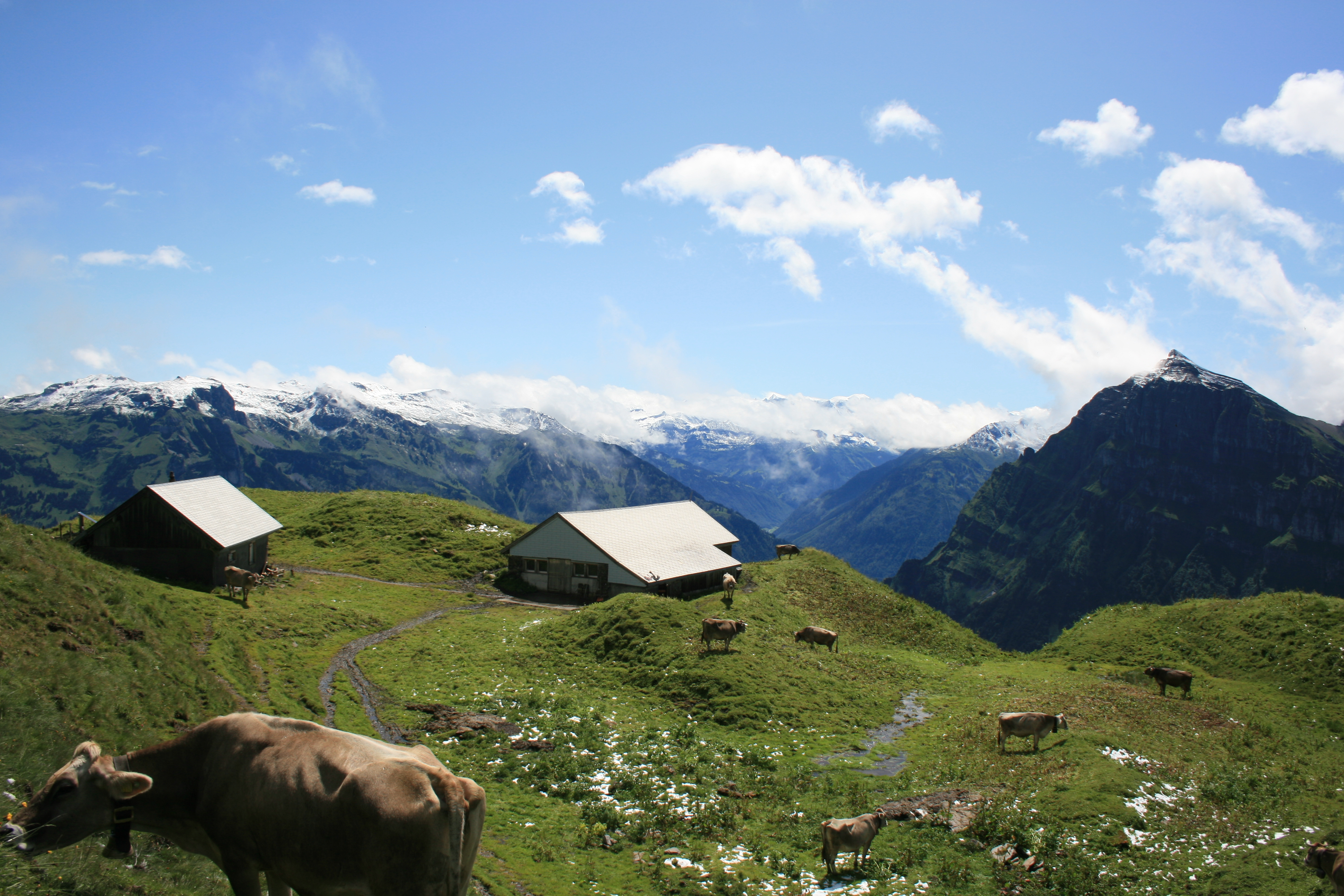
Aueren Oberstafel

Aueren ist eine Hochalp oberhalb von Netstal im Kanton Glarus in der Schweiz.
Die Alp liegt am Fusse des Wiggis und des Gumenstocks, permanent ansteigend von Netstal her parallel zum Klöntal. Das Weidegebiet erstreckt sich von einer Höhe von 1354 m ü. M. in der sogenannten Stelli bis auf 2248 m am Gipfel des Chly Gumen.

## Nutzfläche / Viehbestand
Die Alp gehört mit einer Nutzfläche von 94 ha und einer Sömmerung von 46,2 Normalstössen zu den kleineren Alpen im Kanton Glarus.
Auf der Alp Aueren werden ca. 30 Milchkühe und 15–20 Rinder gesömmert.

## Zugang
Der Zugang nach Aueren ist nur zu Fuss oder im Helikopter möglich. Das Vieh wird über den steilen Hauptzugangsweg von Netstal her hinaufgebracht. Der Fussweg nach Aueren gilt als einer der weitesten aller nicht befahrbaren Zugangswege zu Glarner Alpen.
Aueren verfügt über keinerlei touristischer Infrastruktur, wird aufgrund ihrer Lage und Aussicht jedoch regelmässig frequentiert.

## Stafel
Aueren wird in drei Stafeln (lat. stapholus = wo die Hirten sind) eingeteilt, auf denen das Alppersonal mit seinem Vieh im Sommer zwischen Juni und Oktober jeweils gewisse Zeit verweilt.
- Aueren Unterstafel 1507 m, Weidezeit etwa sechs Wochen
- Aueren Mittelstafel 1703 m, Weidezeit etwa vier Wochen
- Aueren Oberstafel/Gumen 1921 m, Weidezeit etwa sechs Wochen

## Eigentümer/Pächter
Eigentümer der Alp Aueren ist die Gemeinde Glarus.
| Pächter seit 1907                 |           |
| --------------------------------- | --------- |
| Joh. Ulrich Weber sen., Riedern   | 1907–1914 |
| Joh. Ulrich Weber jun., Riedern   | 1915–1926 |
| Melchior Dürst, Schänis           | 1927–1930 |
| Hans Schnyder, Netstal            | 1931–1934 |
| Gabriel Weber-Weber               | 1935–1950 |
| Jakob Stüssi-Weber                | 1951–1954 |
| Jakob Schnyder-Steinmann, Netstal | 1955–1994 |
| Jakob Schnyder-Landolt, Netstal   | 1995–2018 |
| Jakob Schnyder-Hefti, Netstal     | seit 2019 |

## Milchverarbeitung
Früher wurde auf der Alp Ziger und Butter hergestellt. 1993 wurde im Rahmen eines umfassenden Sanierungsprogrammes eine 3,5 km lange Milchpipeline nach Riedern GL verlegt. Seither findet auf Aueren, ausgenommen dem Bedarf des Alppersonals, keine direkte Milchverwertung mehr statt.